# Samantha Eggar
Samantha Eggar est une actrice anglaise, née le 5 mars 1939 à Londres, dans le quartier de Hampstead.

## Biographie
Son père Ralph A. J. Eggar était général de brigade dans l'armée britannique et sa mère Muriel était d'ascendance néerlando-portugaise. Elle a épousé Tom Stern en 1964 et a divorcé en 1971. Elle est la mère de l'actrice Jenna Stern et du producteur de films Nicolas Stern. Elle débute dans des séries TV, mais c'est avec le film Dr. Crippen et surtout L'Obsédé, le film sulfureux de William Wyler qui choqua l'Angleterre puritaine, qu'elle accède à la notoriété.
Pour sa performance dans L'Obsédé, elle remporte le Prix d'interprétation au Festival de Cannes en 1965 et le Golden Globe de la meilleure actrice dans un film dramatique en 1966.
Le succcès de L'Obsédé ouvre à Eggar les portes d'Hollywood. Pendant les années qui suivent, Eggar oscillera entre films américains et cinéma européen.  Peu de temps après avoir donné naissance à sa fille, elle se rend au Japon pour tourner la comédie Rien ne sert de courir, son premier film hollywoodien.  Elle y joue aux côtés de Cary Grant, dont ce sera le dernier rôle à l'écran.  On la voit aussi dans l'onéreuse comédie musicale L'Extravagant docteur Dolittle de Richard Fleischer et dans le drame social Traître sur commande de Martin Ritt.  
Du côté européen, Samantha Eggar tient la vedette de La Dame dans l'auto avec des lunettes et un fusil, adaptation d'un roman de Sébastien Japrisot dont elle partage la vedette avec Oliver Reed et qui sera par ailleurs le dernier film  réalisé par Anatole Litvak.  Elle joue également dans le drame psychologique Qui veut la fin ... d'Eric Till et le film d'aventure Le Phare du bout du monde, d'après un roman de Jules Verne.  On la voit même dans un giallo italien, L'etrusco uccide ancora que réalise Armando Crispino.
Finalement, en 1972, Samantha Eggar s'installe pour de bon à Hollywood.  Elle se rend fréquemment au Canada tourner des coproductions canado-anglaises comme le pseudo-western Bienvenue à la cité sanglante ou le film d'horreur The Uncanny.  Toujours au Canada, elle tient un rôle relativement important dans la comédie dramatique Pitié pour le prof, un film tourné en Alberta par Silvio Narizzano et qui sera un des bons succès du cinéma canadien de la décennie 1970.  
En 1979, avec une fois encore Oliver Reed comme partenaire, Eggar tourne un de ses films les plus connus, Chromosome 3, un film de 'body horror' écrit et réalisé par David Cronenberg.

## Filmographie

### Cinéma
- 1962 : The Wild and the Willing de Ralph Thomas : Josie Stevens
- 1963 : Docteur en détresse (Doctor in Distress) de Ralph Thomas : Delia Mallory
- 1963 : Dr. Crippen (en) de Robert Lynn (en) : Ethel Le Neve
- 1963 : Psyche 59 (en) d'Alexander Singer : Robin
- 1965 : L'Obsédé (The Collector) de William Wyler : Miranda
- 1965 : Le démon est mauvais joueur (Return from the Ashes) de J. Lee Thompson : Fabienne 'Fabi' Wolf
- 1966 : Rien ne sert de courir (Walk Don't Run) de Charles Walters : Miss Hutton
- 1967 : L'Extravagant docteur Dolittle (Doctor Dolittle) de Richard Fleischer : Emma Fairfax
- 1970 : La Dame dans l'auto avec des lunettes et un fusil (The Lady in the Car with Glasses and a Gun) d'Anatole Litvak : Danielle Lang, dite « Dany »
- 1970 : Traître sur commande (The Molly Maguires) de Martin Ritt : Miss Mary Raines
- 1970 : Qui veut la fin... (en) (The Walking Stick) d' Eric Till : Deborah Dainton
- 1971 : Le Phare du bout du monde (The Light at the Edge of the World) de Kevin Billington : Arabella
- 1972 : L'etrusco uccide ancora d'Armando Crispino : Myra Shelton
- 1973 : A name for Evil de Bernard Girard : Joanna Blake
- 1976 : Sherlock Holmes attaque l'Orient Express (The Seven-Per-Cent Solution) de Herbert Ross : Mary Morstan Watson
- 1977 : Bienvenue à la cité sanglante (Welcome to Blood City) de Peter Sasdy : Katherine
- 1977 : Pitié pour le prof (Why Shoot the Teacher?) de Silvio Narizzano : Alice Field
- 1977 : The Uncanny : Edina
- 1979 : Chromosome 3 de David Cronenberg : Nola Carveth
- 1980 : Le Droit de tuer (The Exterminator) de James Glickenhaus : Dr Megan Stewart
- 1981 : Les doigts du diable (Demonoid: Messenger of Death) de Alfredo Zacarías : Jennifer Baines
- 1981 : Adorables Faussaires (Hot touch) de Roger Vadim
- 1983 : Curtains de Richard Ciupka : Samantha Sherwood

### Télévision
- 1963 : Le Saint : Marcia (saison 2 épisode 6) : Claire Avery
- 1972 : Anna et le Roi : Anna Owens
- 1977 : Starsky et Hutch (série télévisée) : Charlotte (saison 3, épisode 1&2)
- 1977 : Columbo (série télévisée) : Vivian Brandt (saison 6, épisode 3)
- 1978 : L'Île fantastique (série télévisée) : Helena Marsh (saison 2, épisode 8)
- 1979 : La croisière s'amuse (série télévisée) : Marie-Louise Murphy, dite Madame Maria (saison 2, épisode 20)
- 1984 : Magnum (série télévisée) Saison 5 épisode 6 L'extralucide Rôle Laura Bennett
- 1984 : Pour l’amour du risque (série télévisée) : Jillian (saison 5, épisode 8)
- 1984-1985 : Arabesque (série télévisée) : Martha (Chef costumière) (saison 1, épisode 4)
- 1987 : La Rançon mexicaine (Love Among Thieves) de Roger Young : Solange
- 1994 : Star trek nouvelle génération (S04E02 La famille) : Marie Picard, belle-sœur du capitaine Jean Luc Picard